# Mnium spinulosum
Mnium spinulosum är en bladmossart som beskrevs av Bruch och W. P. Schimper in B.S.G. 1846. Mnium spinulosum ingår i släktet stjärnmossor, och familjen Mniaceae. Inga underarter finns listade i Catalogue of Life.